# Resucitar
Resucitar é o sétimo álbum de estúdio do cantor e compositor peruano Gian Marco lançado pela Sony Music Latin e Crescent Moon Records em 20 de julho de 2004. Foi seu segundo álbum a ser lançado internacionalmente. Foi seu último álbum por uma grande gravadora e desde então ele tem feito sucesso como artista independente.

## Faixas
| N.º | Título                    | Duração |  |
| 1.  | "Gota De Lluvia"          | 4:10    |  |
| 2.  | "Después De Mí"           | 3:35    |  |
| 3.  | "Resucitar"               | 3:21    |  |
| 4.  | "Sortearme En Tu Suerte"  | 4:45    |  |
| 5.  | "Sin Querer"              | 3:45    |  |
| 6.  | "Flor De Arena"           | 3:37    |  |
| 7.  | "Si Me Vuelvo A Enamorar" | 3:54    |  |
| 8.  | "Lejos De Ti"             | 3:04    |  |
| 9.  | "En Cada Recuerdo"        | 3:34    |  |
| 10. | "Soy"                     | 3:42    |  |
| 11. | "Ayer"                    | 3:52    |  |
| 12. | "Tú y Yo"                 | 3:44    |  |

## Desempenho comercial
Assim como o álbum anterior de Gian Marco, este álbum foi um sucesso em toda a América Latina e partes da Europa. Seu primeiro single de mesmo nome entrou nas paradas da Billboard dos EUA e o álbum rendeu a Gian Marco seu primeiro Grammy Latino em 2005. Esta foi a quinta indicação de Marco na premiação.

## Recepção da crítica
Além de obter boa aceitação do público e da academia de gravação, o álbum também recebeu nota 3,5 no AllMusic.